# Zweckübertragungslehre
Als Zweckübertragungslehre oder Übertragungszweckgedanke bezeichnet man im Urheber- und Verlagsrecht einen Auslegungsgrundsatz, wonach ein Urheber im Zweifel Nutzungsrechte gerade in dem Umfang einräumt, den der Vertragszweck erfordert. Für den Grundsatz sind noch weitere Alternativbezeichnungen in Gebrauch, so insbesondere Übertragungszwecklehre, Zweckübertragungstheorie, Zweckübertragungsregel und Zweckübertragungsgrundsatz.

## Deutschland

### Historische Entwicklung

#### Zweckübertragungstheorie vonGoldbaum
Der Übertragungszweckgedanke im deutschen Urheberrecht wird üblicherweise auf Wenzel Goldbaum zurückgeführt. In seinem 1922 erschienenen Kommentar zum Urheberrecht und Urhebervertragsrecht führte Goldbaum zunächst den Begriff der „Zweckübertragung“ ein. Er beschreibt mit ihm den „besonderen Charakter“ der beschränkten Übertragung von Urheberrechten zwischen zwei Parteien, die beide „– der Urheber durch die Übertragung, der Empfänger durch die Übernahme – denselben Zweck [verfolgen], und dieser Zweck ist die Verwertung des Urheberrechts durch Veröffentlichung des Werkes“. Goldbaum sah diese Zweckbindung im Kontext eines Machtgefälles zwischen Verwerter und Urheber. „Nur durch die Veröffentlichung“ könne „der Verfasser zu dem Lohn kommen, und auf diesen ist die schwer gedrückte Schicht der geistigen Arbeiter heute mehr denn je angewiesen […] Mit der bloßen Entlohnung ist dem geistigen Arbeiter, dem Urheber, also keineswegs gedient […] Immer mehr dringt der Gedanke durch, dass die Arbeitskraft als ein Gegenstand des öffentlichen Nutzens der privaten Willkür zu entziehen ist.“ In einer weiteren Veröffentlichung aus dem Jahr 1923 formuliert Goldbaum dann die „Theorie von der Zweckübertragung“ aus, der der „Nutzeffekt […] einer Auslegungsregel“ zukomme:

„Sie sagte ganz einfach, daß der Unternehmer, der ein Werk erwirbt, soviel Rechte erwirbt, als er zur Erfüllung seiner Zwecke braucht. Soweit, nicht weiter, reicht sein Erwerbswillen; soweit reicht auch der Übertragungswillen des Verfassers: soweit sich diese Willen decken, ist ein Rechtsgeschäft zu Stande gekommen; darüber hinaus nicht.“

Exemplarisch verweist Goldbaum auf die Situation von Autoren, deren Werke von einer schnell wachsenden Filmindustrie als Grundlage zu neuen Produktionen herangezogen wurden. Sie erwarben die dafür erforderlichen Rechte von den Verlegern, denen wiederum die Autoren nach einem gängigen Wortlaut der Verträge „alle Urheberbefugnisse“ oder „das gesamte Urheberrecht“ für alle Zeiten und Länder übertragen hatten. Die Rechtsprechung ließ sie aufgrund dieser Vereinbarungen oft gewähren. Goldbaum lehnte diese bloße Wortlautauslegung ab; ein interessengerechtes Ergebnis bedürfe einer „Auslegungsnorm“, wie sie eben in der Zweckübertragungstheorie zu finden sei. Auf diese Weise kann dann insbesondere Berücksichtigung finden, ob die Urheber eine derartige filmische Auswertung überhaupt (in diesem Ausmaß) haben absehen können. Dieser Ansatz wird bisweilen auch anderen Autoren vor Goldbaum zugeschrieben; so verweist etwa Bappert auf entsprechende Ausführungen von Josef Kohler; in der reichsgerichtlichen Rechtsprechung wurden vereinzelt Parallelen zum gemeinen Recht gezogen.
Goldbaum entnahm seiner Zweckübertragungstheorie noch eine andere („nicht minder bedeutungsvolle“) Seite, die auf eine Auswertungspflicht des Rechteinhabers hinauslief. Dieser Teil der Theorie konnte sich jedoch weder in der Rechtsprechung noch in der Wissenschaft durchsetzen und fand auch in der Gesetzgebung keinen Anklang. (Der Urheberrechtsgesetzgeber begegnete dieser Problematik später stattdessen mit einem Rückrufsrecht bei Nichtausübung, § 41 Urheberrechtsgesetz.)

#### Rechtsprechung bis 1965
Trotz vereinzelter zeitgenössischer Kritik im Schrifttum wurde der Übertragungszweckgedanke im Wesentlichen von der reichsgerichtlichen Rechtsprechung übernommen und dort weiter gefestigt. Der Auslegungsgrundsatz leitete so insbesondere die Entscheidungen Das Musikantenmädel (1927) und Wilhelm Busch (1929). Beide Fälle betrafen Konstellationen, in denen Urheber sehr pauschal erklärt hatten, ganz umfassend Urheberrechte übertragen zu wollen; erst später eröffneten sich dann Nutzungsmöglichkeiten, die bei Vertragsschluss noch nicht absehbar waren (Verfilmung bzw. Rundfunksendung). Das Reichsgericht bejahte beide Male den Verbleib der entsprechenden Rechte bei den jeweiligen Urhebern. In seinen Entscheidungen berief sich das Gericht dabei nicht wie Goldbaum unmittelbar auf einen „Zweckcharakter“ des Urheberrechts, sondern entnahm die Überlegung allgemeinen Auslegungsgrundsätzen oder – unmittelbar oder analog – § 14 des Gesetzes betreffend das Urheberrecht an Werken der Literatur und der Tonkunst (LUG). Letzterem wurde insbesondere ein allgemeiner Grundsatz entnommen, dass bei Verträgen über die Veräußerung von Urheberrechten in Zweifelsfällen anzunehmen sei, eine Befugnis sei beim Urheber verblieben.
Der Bundesgerichtshof (BGH) knüpfte nach dem Krieg an die reichsgerichtliche Rechtsprechung an. Anders als das Reichsgericht nahm der BGH in seiner Rechtsprechung dabei auch explizit Bezug auf die Goldbaum’sche Lehre. In seiner Entscheidung Lied der Wildbahn I (1953) rekurrierte der BGH auf die „im Urheberrecht anerkannte[] Lehre von der Zweckübertragung, wonach sich der Umfang der übertragenen urheberrechtlichen Befugnisse nach dem Zweck bestimmt, der mit dem Vertrag angestrebt wird.“ Er begründete damit im Streitfall die einschränkende Auslegung eines Filmverwertungsvertrags; weil darin bereits ausschließliche Vorführungsbefugnisse übertragen wurden, verneinte der BGH eine Übertragung auch des Urheberrechts an den Einzelbildern, da es hierzu zur Erfüllung des Vertragszwecks nicht bedürfe. Der BGH vollzog auch eine gewisse Erweiterung des Anwendungsbereichs des Zweckübertragungsgedankens. In Lied der Wildbahn I wandte er ihn auch auf Urheberrechtsübertragungen weiterer Stufen an, an denen der Urheber nicht mehr beteiligt war und in der Entscheidung Cosima Wagner (1954) bewertete er nicht nur die Frage nach dem Umfang einer Übertragung, sondern auch die Frage, ob überhaupt eine Übertragung erfolgt ist, mithilfe der Zweckübertragungslehre. Die 1957 ergangene Entscheidung Bel Ami bekräftigte den universalen Charakter des Auslegungsgrundsatzes: Anders als in den allermeisten bisherigen Sachverhalten ging es nicht um Nutzungsweisen, die sich infolge der technischen oder wirtschaftlichen Entwicklung erst herausbildeten und insoweit von einer gewissen „Neuheit“ gekennzeichnet waren, sondern vielmehr die Verwertung von Filmmusik in einem anderen Film. Der BGH stellte auch hier auf den Übertragungszweck ab, der ihn im Streitfall nur Auswertungsrechte für bestimmte Filmwerke anerkennen ließ.

#### DDR
Das 1966 in Kraft getretene Urheberrechtsgesetz der DDR (DDR-URG) enthielt keine ausdrückliche Regelung des Übertragungszweckgedankens. Oftmals wird aber angenommen, dass ein entsprechender Auslegungsgrundsatz auch unter dem DDR-URG bestand.

### Heutige Rechtslage

#### Überblick
Die „Zweckübertragungslehre“ steht begrifflich in gewisser Diskrepanz zur heutigen Rechtslage, da seit Inkrafttreten des Urheberrechtsgesetzes (UrhG) im Jahr 1966 – anders als noch unter dem LUG und KUG – eine (translative) Übertragung des Urheberrechts nicht mehr möglich ist; stattdessen werden Nutzungsrechte eingeräumt. Der Grundsatz lässt sich jedoch konzeptionell auch darauf anwenden. Er findet bereits seit der Urfassung des Urheberrechtsgesetzes seine Kodifikation in , der in gegenwärtiger Fassung (Stand: Februar 2025) lautet:

„Sind bei der Einräumung eines Nutzungsrechts die Nutzungsarten nicht ausdrücklich einzeln bezeichnet, so bestimmt sich nach dem von beiden Partnern zugrunde gelegten Vertragszweck, auf welche Nutzungsarten es sich erstreckt. Entsprechendes gilt für die Frage, ob ein Nutzungsrecht eingeräumt wird, ob es sich um ein einfaches oder ausschließliches Nutzungsrecht handelt, wie weit Nutzungsrecht und Verbotsrecht reichen und welchen Einschränkungen das Nutzungsrecht unterliegt.“

Die Funktion des § 31 Abs. 5 UrhG wird im Schrifttum nicht einheitlich beurteilt. So sieht ein Teil der Kommentatoren darin eine bloße Auslegungsregel, ein anderer hingegen eine darüber hinausgehende multifunktionale Bestimmung: Die Vorschrift lasse eine „Spezifizierungslast“ beim Lizenznehmer erwachsen – wer  sichergehen will, dass er das betreffende Nutzungsrecht erwirbt, muss es ausdrücklich bezeichnen – und fungiere als faktische „Formvorschrift“ – die Partei, die die Nutzungsarten nicht ausdrücklich benennt, trifft die Rechtsfolge der eingeschränkten Auslegung. Ungeachtet ihrer genauen dogmatischen Einordnung schützt § 31 Abs. 5 UrhG jedenfalls nicht pauschal vor nachteilhaften Vereinbarungen über die Einräumung von Nutzungsrechten. (Gegen Vereinbarungen, die den Urheber nicht angemessen an den Früchten seines Schaffens beteiligen, schützt hingegen § 32 Abs. 1 UrhG, der eine „angemessene Vergütung“ fordert.) Werden die eingeräumten Rechte in hinreichender Weise ausdrücklich bezeichnet, werden die Nutzungsarten nicht noch zusätzlich durch den Übertragungszweckgedanken beschränkt. Ohly konstatiert in der vertraglichen Praxis eine daraus resultierende, „für das kontinental-europäische Recht ungewohnte[] Kasuistik“ von länglichen Aufzählungen der einzuräumenden Rechte.
Der Anwendungsbereich des § 31 Abs. 5 UrhG ist tendenziell weit. Er bezieht sich nach der Rechtsprechung des BGH insbesondere auch auf Verträge über verwandte Schutzrechte und Rechteeinräumungen wie -übertragungen durch die Inhaber von Nutzungsrechten, auch weiterer Stufen (Enkelrechten). Nach § 31 Abs. 5 UrhG richtet sich in Zweifelsfällen auch, ob ein ausschließliches oder ein einfaches Nutzungsrecht eingeräumt wurde. Nicht anwendbar soll der Zweckübertragungsgedanke hingegen hinsichtlich des Bestehens einer so genannten schlichten Einwilligung sein, bei der der Urheber einem anderen eine an sich unrechtmäßige Handlung (lediglich) erlaubt, ohne entsprechende Nutzungsrechte einzuräumen.
Der den frühen Entscheidungen des Reichsgerichts zugrunde liegenden Problematik, dass pauschal Rechte übertragen wurden, die der Empfänger später zur Grundlage nahm, das Werk auf mehr oder minder neue – für den Urheber im Übertragungszeitpunkt nicht absehbare – Arten zu nutzen, wurde unter dem UrhG zudem auch auf anderer Weise begegnet: Bis 2007 erklärte § 31 Abs. 4 a.F. die Einräumung von Nutzungsrechten für noch nicht bekannte Nutzungsarten generell für unwirksam; seit 1. Januar 2008 unterliegen Verträge über unbekannte Nutzungsarten immerhin dem Erfordernis der Schriftform (§ 31a).

## Schweiz
Das schweizerische Urheberrechtsgesetz (URG) enthält keine dem § 31 Abs. 5 dUrhG vergleichbare Bestimmung. Der Übertragungszweckgedanke ist jedoch im Schrifttum seit langem als Auslegungsgrundsatz anerkannt. Die Vertreter stützen sich dabei bisweilen auf Art. 16 Abs. 2 URG, wonach die Übertragung eines im Urheberrecht enthaltenen Rechts „die Übertragung anderer Teilrechte nur mit ein[schliesst], wenn dies vereinbart ist“; im Zweifelsfall ist also von der Nichtübertragung auszugehen. Darin findet der Zweckübertragungsgedanke freilich nur eine partielle gesetzliche Niederlegung. Weitergehend ist er etwa auch zur Bestimmung der Natur des getätigten Rechtsgeschäfts (Urheberrechtsübertragung oder Lizenz) und der Dauer des Rechteübergangs anerkannt. Auf den Übertragungszweck wird in der Literatur im Zweifel auch bei Weiterübertragungen abgestellt. Zu bedenken ist jedoch, dass die Theorie nur dann zum Tragen kommt, wenn tatsächlich unklar ist, welche Teilrechte Übertragungsgegenstand werden sollten – es handelt sich mithin eben um kein den tatsächlichen Willen der Vertragsparteien überragendes Allgemeinprinzip zum Schutz der Urheberinteressen, sondern eine Auslegungsregel zur Beurteilung von Zweifelsfällen.